# Monosomía
Monosomía es  la pérdida de un cromosoma que da lugar a un complemento cromosómico 2n-1.
La incapacidad para sobrevivir de los individuos monosómicos en muchas especies animales es desconcertante, ya que al menos hay una copia de cada gen en el homólogo restante. Una explicación posible se refiere al desenmascaramiento de letales recesivos que son tolerados en los heterocigotos que llevan los correspondientes alelos silvestres. Si un organismo heterocigoto para un solo gen letal recesivo pierde el cromosoma homólogo que lleva el alelo normal, el cromosoma desapareado dará lugar a la muerte del organismo. Otra explicación posible es que la información genética en el desarrollo temprano está regulada cuidadosamente, de tal manera que se requiere un delicado equilibrio de los productos génicos para asegurar un desarrollo. 
La única monosomía viable en la especie humana es la del cromosoma X, que se traduce clínicamente en el síndrome de Turner.

## Monosomía parcial en la especie humana
En la especie humana se han documentado muy pocas monosomías autosómicas más allá del nacimiento. Los individuos con tales dotaciones cromosómicas rara vez sobreviven al mismísimo desarrollo embrionario y fetal. Sin embargo, hay casos de supervivientes con monosomías parciales, en donde se pierde sólo parte de un cromosoma (deleciones segmentales). 
En 1959, Jérôme Lejeune describió los síntomas clínicos del síndrome del maullido del gato. Este síndrome está asociado con la pérdida de una pequeña parte del brazo corto del cromosoma 5.